# Agericus z Verdunu
Svatý Agericus či Aguy, Airy nebo Algeric (521 Verdun – 588 Verdun) byl 10. biskup Verdunu.
Narodil se do chudé rodiny. Jeho rodiče byli křesťany již po mnoho let. V dospělosti působil jako farář v kostele svatého Petra a Pavla ve Verdunu. V roce 554 byl zvolen biskupem verdunské diecéze, kde náhradil svatého Desideratuse. Také byl poradcem krále Austrasie Childeberta II.
Známý se stal tím, že vykonával dobré skutky a pomáhal chudým v regionu (dnes v části Francie, Německa, Belgie a Lucemburska). Pomohl i místnímu vůdci povstalců jménem Bertifroi, který hledal útočiště jeho v kapli. Ačkoli byl člen královského dvora, přesto hájil právo povstalce úkrýt se v jeho Božím domě. Královští muži biskupa ignorovali, vnikli do kaple a vůdce povstalců zabili. V roce 587 byl Agericus signatářem Andelotské smlouvy.
Zemřel roku 588. Jeho svátek se slaví 1. prosince.